# Гюлтекин Уйсал
Гюлтекин Уйсал (на турски: Gültekin Uysal) е турски политик, председател на Демократическата партия.

## Биография
Гюлтекин Уйсал е роден през 1976 г. в Афионкарахисар, Турция. Завършва в катедра „Публична администрация и политически науки“ в Билкентски университет, след това заминава за САЩ, където получава бакалавърска степен в Хюстънския университет.
През 2005 г. е назначен за член на общия административен съвет на конгреса на Партията на правия път (DYP). На парламентарните избори през 2007 г. е избран за депутат във Великото Народно събрание на Турция.